# Spodochlamys poultoni
Spodochlamys poultoni är en skalbaggsart som beskrevs av Shipp 1895. Spodochlamys poultoni ingår i släktet Spodochlamys och familjen Rutelidae. Inga underarter finns listade i Catalogue of Life.